# Соколов, Лев Борисович
Лев Борисович Соколов (1 мая 1929 — 9 марта 1983) — советский учёный в области химии и технологии полимеров. Доктор химических наук, профессор. Заслуженный деятель науки и техники РСФСР.

## Биография
В 1950 году окончил Казанский химико-технологический институт, в 1956 году — аспирантуру при НИИ имени Карпова, ученик С. С. Медведева и А. Д. Абкина.
С 1959 года работал во ВНИИССе (г. Владимир). Заведовал отделом термостойких полимеров. Редактор-консультант «Энциклопедии полимеров». Изобретатель
Член КПСС с 1952 года. Кандидат химических наук (1965), тема диссертации «Закономерности в реакциях присоединения однозамещенных диацетиленов». Доктор химических наук (1968), тема диссертации «Исследование необратимых процессов поликонденсации»

Могила на кладбище Байгуши

Скоропостижно скончался. Похоронен кладбище «Байгуши» под Владимиром (центральная аллея).

## Научные интересы
Фундаментальные результаты в области синтеза полимеров. Большое внимание уделял исследованиям ароматических полиамидов и их применению в производстве.